# Президентские выборы в Мали (2018)
Президентские выборы 2018 года в Мали проходили 29 июля (1-й тур) и 12 августа (2-й тур). Высказывались сомнения о безопасности выборов и способности правительства провести их. Французский дипломат Жан-Пьер Лакруа заявил «Будущие президентские выборы станут началом новой главы в стабилизации Мали».
В первом туре ни один из кандидатов не набрал более 50 % голосов. Во второй тур вышел президент Ибрагим Бубакар Кейта от Объединения за Мали и Сумаил Сиссе, представлявший Союз за республику и демократию. В резулльтате во 2-м туре Кейта получил 67 % голосов и был переизбран президентом.

## Избирательная система
Президент Мали избирается абсолютным большинством голосов в два тура на 5 лет.